# Serranus phoebe
Serranus phoebe és una espècie de peix de la família dels serrànids i de l'ordre dels perciformes.

## Morfologia
Els mascles poden assolir els 20 cm de longitud total.

## Distribució geogràfica
Es troba des de Bermuda, Carolina del Nord, el nord-est del Golf de Mèxic i Yucatán (Mèxic) fins al sud-est del Brasil.